# Sparganothini
A Sparganothini a sodrómolyformák (Tortricinae) alcsaládjának egyik nemzetsége.

## Származásuk, elterjedésük
A viszonylag fajszegény nemzetség 17 nemébe 2013-ban 219 fajt soroltak, ez sodrómolyfélék (Tortricidae) fajainak kevesebb mint 2 %-a. Két nem (Platynota, Sparganothis) összesen négy faja Európában (is) megtalálható.

## Rendszertani felosztásuk
Ismertebb nemek (hiányos):
- Amorbia
- Amorbimorpha
- Anchicremna
- Coelostathma
- Lambertiodes
- Niasoma
- Paramorbia
- Platynota
- Neosphaleroptera
- Sparganocosma
- Sparganopseustis
- Sparganothina
- Sparganothis
- Sparganothoides
- Syllonoma
- Synalocha
- Synnoma

## Magyarországi fajok
Magyarországon a nemzetségnek mindössze egyetlen faja él:
- szőlőilonca (Sparganothis pilleriana Denis & Schiffermüller, 1775) — Magyarországon közönséges (Buschmann, 2004; Mészáros, 2005; Pastorális, 2011; Pastorális & Szeőke, 2011);